# Mietałłurg Ałdan
Mietałłurg Ałdan (ros. Футбольный клуб «Металлург» Алдан, Futbolnyj Kłub "Mietałłurg" Ałdan) – rosyjski klub piłkarski z siedzibą w Ałdanie w Jakucji.

## Historia
Chronologia nazw:
- 1992—...: Mietałłurg Ałdan (ros. «Металлург» Алдан)

Piłkarska drużyna Mietałłurg została założona w 1992 w mieście Ałdan.
W Mistrzostwach Rosji debiutował w Drugiej Lidze, strefie 6. Zajął 2 miejsce i awansował do Pierwszej Ligi, strefy wschodniej. W 1994 zrezygnował z dalszych rozgrywek na szczeblu profesjonalnym i dalej występował w turniejach lokalnych.

## Sukcesy
- Rosyjska Pierwsza Liga, strefa wschodnia:
  - 8 miejsce: 1993
- Puchar Rosji:
  - 1/16 finalista: 1993

## Znani piłkarze
- / Serhij Marusin